# Alis skrift
Alis skrift (arabiska: مُصْحَف عَلِي, Muṣḥaf 'Ali) är Koranen, fast i en annan struktur och upplägg än den Koran som finns tillgänglig idag för allmänheten. Verserna är placerade i en kronologisk ordning såsom de uppenbarades, samt att det finns förklaringar om verserna i den. Alis skrift sammanställdes av den förste shiaimamen Ali ibn Abi Talib efter den islamiske profeten Muhammeds bortgång. Det finns flera sunnitiska källor som bekräftar bokens existens.